# Katholieke Universiteit Brussel
Katholieke Universiteit (van) Brussel (afgekort als K.U. Brussel of KUB) was een katholieke universiteit in Brussel. De universiteit bestond van 1969 tot 2013. De opleidingen van de voormalige universiteit maken nu deel uit van de Katholieke Universiteit Leuven Campus Brussel.

## Geschiedenis

### UFSAL (1969)
Ze ontstond in 1969 als Nederlandstalige afdeling van de Facultés Universitaires Saint-Louis te Brussel. Dit was een instelling voor hoger onderwijs gesticht in 1851, die goede contacten onderhield met de Leuvense universiteit, sinds beide in Mechelen in 1834 gesticht werden (de UFSAL onder de naam Institut Saint-Louis). Toen in 1970 de in 1969 hernoemde instelling Facultés universitaires Saint-Louis - Universitaire Faculteiten Sint-Aloysius gesplitst werd in een Franstalige en Nederlandstalige universiteit, was de oprichting van een Nederlandstalige afdeling in Brussel een logisch gevolg: Universitaire Faculteiten Sint-Aloysius (UFSAL), genaamd naar de Spaanse jezuïet en heilige Aloysius Gonzaga (1568-1591). De K.U. Brussel was dus een jonge en kleinschalige universiteit in Brussel. Prof. Jan Lindemans werd er van 1969 tot 1982 de eerste rector van.

### K.U. Brussel (1991)
In 1991 wijzigde UFSAL zijn naam in K.U. Brussel.
De KUB telde in 1999 nog slechts een vijfhonderdtal studenten en gingen er kritische stemmen op om de KUB te verplichten meer samen te werken met andere instellingen.

### HUB-KUBrussel (2007)
De K.U. Brussel ondertekende op 5 juli 2007 de intentieverklaring tot samenwerking met de Brusselse hogescholen EHSAL, HONIM en VLEKHO in het kader van de universitaire associatie KU Leuven. De toenmalige rector van de KUB, Mark Van Hoecke, was eerder een voorstander van een samenwerking met de Vrije Universiteit Brussel, maar er werd beslist om enkel samen te werken binnen de eigen familie. Vanaf 1 september 2008 wijzigde de naam Katholieke Universiteit Brussel in HUB-KUBrussel. De hogescholen fuseerden tot HUB-EHSAL en deelden een gezamenlijk bestuur met HUB-KUBrussel.

### Einde (2013)
Bij de integratie van de academische hogeschoolopleidingen in 2013 van de HUB-EHSAL in de Katholieke Universiteit Leuven gingen ook de opleidingen van de HUB-KUBrussel over naar die universiteit en hield de K.U. Brussel op te bestaan. Alle studierichtingen, studenten en onderwijzend personeel werden overgenomen door de Katholieke Universiteit Leuven. Thans worden de opleidingen aangeboden door de Katholieke Universiteit Leuven Campus Brussel.

## Studierichtingen
Tot 2013 kon men aan de K.U. Brussel onderwijs volgen als bachelor in de:
- Rechten
- Taal- en Letterkunde
- Geschiedenis
- Filosofie
- Economie (lessen werden samen gegeven met studenten Handelswetenschappen van EHSAL)
- Politieke en Sociale Wetenschappen

Daarnaast waren er nog enkele gespecialiseerde en aanvullende programma's binnen de derde cyclus (Master na Master, Voortgezet Academisch Onderwijs en Doctoraten).
Naar curriculum-ontwikkeling richtte men zich tot aansluitende Master-opleidingen aan de KULeuven, waarmee nauw werd samengewerkt (onder meer uitwisseling van docenten). Ook met de Franstalige zusterinstelling bleven er intense contacten, zodat men sterk stond in uitwisselingscursussen en het niveau van het onderricht in het Frans. In het tweetalige Brussel en België is dat een extra troef.
In 2013 werden de opleidingen overgenomen door de Katholieke Universiteit Leuven campus Brussel.

## Onderwijsvorm
De K.U. Brussel koos resoluut voor het concept Onderwijs in Dialoog (OiD). Onderwijs in Dialoog kenmerkte zich door een doorgedreven aandacht voor studententenbegeleiding in een kleinschalige context, met bijzondere aandacht voor kritische reflectie en probleemanalyse via de zelfwerkzaamheid van de studenten. Het onderwijs werd verstrekt in kleine groepen. De afstand tussen de student en docent in het leerproces was zo klein mogelijk.
Concreet betekende dit interactieve hoorcolleges die discussie stimuleren, seminaries in beperkte groepen, persoonlijke opdrachten met directe feedback, permanente en formatieve evaluatievormen, en inspraak van de studenten bij de organisatie van studie en begeleiding. Zo kregen studenten reële inspraak in het collegerooster, de examenregeling, de evaluatie van de doceerpraktijk, de invulling van de opleidingsonderdelen en de organisatie van extra-curriculaire activiteiten.
Onderwijs in dialoog werd zowel door de studenten als de oud-studenten van de K.U. Brussel in hoge mate geapprecieerd en zorgde voor een grote verbondenheid van de studenten met de instelling en de opleiding.